# ホロカ信号場
ホロカ信号場（ホロカしんごうじょう）は、北海道勇払郡占冠村字下トマムにある北海道旅客鉄道（JR北海道）石勝線の信号場である。事務管理コードは▲132148。

## 歴史
当初下トマム（しもトマム）の名称で旅客も扱う停車場として設置が計画されていたが、建設中に進行した沿線の過疎化、自治体との協議を受けて、信号場として開業となった経緯を持つ。

### 年表
- 1981年（昭和56年）10月1日：日本国有鉄道の石勝線開業にともないトマム信号場として使用開始[2]。
- 1987年（昭和62年）
  - 2月1日：ホロカ信号場に改称[2]。
  - 4月1日：国鉄分割民営化によりJR北海道に継承[2]。
- 1995年（平成7年）度：石勝線・根室線高速化工事に伴い同年度に分岐器を弾性分岐器に交換[5]。

### 信号場名について
建設中は所在地名称より下トマム（しもトマム）の名称で停車場が計画されたが、開業時には「トマム」の名称で信号場として設置された。しかし、1987年（昭和62年）2月1日に、隣接する石勝高原駅がトマム駅に改称されたことにより、現名称となった。なお、信号場の西方には鵡川支流のホロカトマム川が流れており、アイヌ語では「ホㇿカトマㇺ（horka-tomam）」（後戻りする・トマム川）と呼ばれた。

## 構造
開業時点で南千歳方から新得方に向かって左手から下り本線、上下副本線、上り本線の3線を有する単線行き違い型信号場。このほかそれぞれの進行方向に安全側線を設け、両方の分岐器をスノーシェルターで覆っている。

## 周辺
森が広がる。
- 北海道道136号夕張新得線
- 道東自動車道
  - これら2つの道路とは信号場の西方で交差する。
- 鵡川

## 隣の駅
北海道旅客鉄道（JR北海道）
■石勝線
占冠駅 (K21) - （東占冠信号場） - （滝ノ沢信号場） - （ホロカ信号場） - トマム駅 (K22)